# Metropolis (pel·lícula)
Metropolis és una pel·lícula expressionista alemanya feta durant el curt període de la República de Weimar. Dirigida pel director de cinema austríac Fritz Lang i estrenada el 1927, la pel·lícula és muda i en blanc i negre. Ha estat subtitulada al català.

## Argument
Metropolis és una megalòpolis dividida en dos: la ciutat alta, on viuen les famílies dirigents, els fills dels quals viuen envoltats d'oci, luxe i diversió; i la ciutat subterrània dels treballadors, on aquests fan funcionar la ciutat.
Maria (Brigitte Helm), una dona de la ciutat baixa que intenta promocionar l'entesa entre dirigents i treballadors, porta clandestinament nens obrers a visitar els jardins del Club dels Fills a la ciutat alta; el grup és fet tornar, però Freder Fredersen (Gustav Fröhlich), el fill de Joh Fredersen (Alfred Abel), dirigent de Metropolis, queda fascinat per ella. Mirant de trobar-la baixa a la ciutat dels treballadors, on és testimoni de les dures i deshumanitzants condicions de treball dels obrers i d'un accident laboral provocat per aquestes, que Freder, delirós, compara amb els sacrificis humans al déu Moloc mencionats a la Bíblia.
Alarmat, Freder va a veure el seu pare per alertar-lo sobre l'accident i les condicions extremadament penoses en les quals treballen els obrers i li demana un millor tracte per a ells. Joh es nega, cosa que enfada a Freder. Veient les idees que el seu fill comença a tenir, el fa seguir per un espia (Fritz Rasp). Joh també despatxa a Josaphat (Theodor Loos), un dels seus directius, que intenta suïcidar-se, però Freder aconsegueix parar-lo i hi entaula amistat.
Freder torna a la ciutat dels treballadors on, veient un obrer a la vora de l'esgotament (Erwin Biswanger), decideix reemplaçar-lo. Després d'una jornada penosa de treball, va a una reunió secreta a les catacumbes seguint un plànol que va trobar a la butxaca de l'uniforme que havia intercanviat amb l'obrer que ha reemplaçat. Allà descobreix a Maria adreçant-se als obrers i predicant una versió modificada de la història de la torre de Babel. Segons Maria, cal esperar a l'arribada d'un messies (el mediador) que serà el cor que unirà el cap (els dirigents) i les mans (els obrers) cap a un objectiu comú. Freder proclama ser aquest mediador davant Maria i ambdós es besen.
Mentrestant, Joh rep els plànols trobats a les butxaques d'alguns obrers. Va a l'inventor Rotwang, (Rudolf Klein-Rogge), que en un foll intent de tornar a la vida la dona a qui estimava (la dona de Joh i mare de Freder) ha creat un robot capaç de fer-se passar per humà (interpretat també per Brigitte Helm). Rotwang reconeix el plànol i porta a Joh a les catacumbes on es manté la reunió secreta. Joh descobreix la reunió sense reconèixer el seu fill entre la multitud i comença a ordir una manera de tallar de soca-rel les pretensions dels treballadors. Per la seva banda Rotwang, que sí que ha reconegut a Freder, comença per la seva compta a ordir la seva venjança contra Joh.
Seguint el pla de Joh, Rotwang segresta a Maria i transfereix la seva fisonomia en el robot. Joh ordena a la falsa Maria que destrossi la fe dels treballadors en Maria i el mediador a través d'una rebel·lió fallida, desconeixent que Rotwang ja li ha instruït que quan provoqui una rebel·lió s'asseguri de destrossar les màquines que fan funcionar Metropolis i d'encisar i distreure els dirigents, fent-los encara més decadents. Freder veu el seu pare amb la falsa Maria i perd el coneixement.
Quan Freder es recupera, Josaphat li diu que una tal Maria es dedica a temptar els dirigents i a predicar la revolta entre els treballadors. Freder i Josaphat baixen a les catacumbes i acusen la falsa Maria, però els treballadors es giren contra Freder i surten en peu de guerra a destrossar les màquines que fan funcionar Metropolis. No se n'adonen, però, que destrossar la Màquina Cor provoca inundacions a la ciutat dels treballadors, on hi han deixat els seus fills. Per sort Freder, Maria i Josaphat els han pogut salvar. Creient que els seus fills són morts busquen a Maria, acusant-la de bruixa i volen matar-la en venjança. Mentrestant un delirós Rotwang creu veure en Maria la seva estimada i la persegueix. Tot culmina amb els treballadors cremant la falsa Maria en una foguera i Freder rescatant la Maria real de les urpes de Rotwang.
En l'escena final de la pel·lícula, Freder veu com el capatàs dels obrers (Heinrich George) i el seu pare encara tenen recels l'un de l'altre. És aleshores quan fa valdre el seu rol de mediador per fer que s'entenguin.

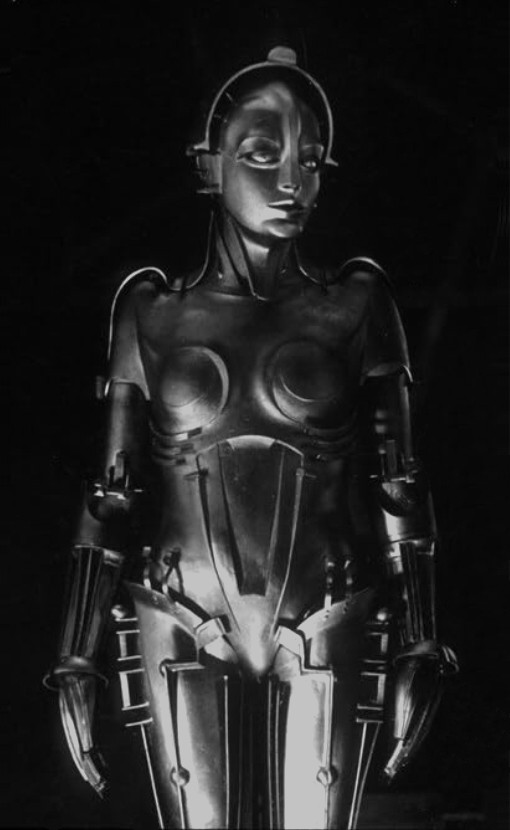
El robot (Maschinenmensch) de Metropolis, una de les icones més reconeixibles de la pel·lícula

## Repartiment principal
- Alfred Abel: Joh Fredersen, l'amo de Metropolis
- Brigitte Helm: Maria / l'androïde
- Gustav Fröhlich: Freder, el fill de Joh Fredersen
- Rudolf Klein-Rogge: Rotwang, l'inventor
- Theodor Loos: Josaphat, el braç dret de Joh Fredersen
- Fritz Rasp: l'home prim
- Erwin Biswanger: Georgy, n°11811
- Heinrich George: Grot, el contramestre, guardià de la màquina central[4]

## Equip tècnic
- Direcció artística: Otto Hunte, Erich Kettelhut, Karl Vollbrecht
- Direcció de fotografia i càmeres: Karl Freund, Günther Rittau
- Efectes especials: Eugen Schüfftan
- Música: Gottfried Huppertz
- Escultor: Walter Schulze-Mittendorff
- Vestuari: Aenne Willkomm[4]

## Influències
En la creació de Metropolis Fritz Lang i Thea von Harbou partiren d'un popurri eclèctic d'influències estètiques i filosòfiques, des de la iconografia bíblica a la novel·la romàntica.
Els temes de Metropolis son inspearables del context polític i social de l'època de la República de Weimar. Aquest és un període caracteritzat per batalles campals entre l'esquerra i la dreta (per exemple entre espartaquistes i grups paramilitars de dretes) que deixaven el país políticament paralitzat, el naixement incipient de la societat de consum, i una forta desigualtat social i econòmica. La barreja de violència, àmbient decadent i misèria econòmica a Berlín el 1925 (fins al punt de ser anomenada la «Babiló d'Europa») es veu reflectida en la fictícia Metropolis de Lang i Von Harbou.
A través del diari de lectura de Von Harbou, s'han pogut destilar les influències literàries de Metropolis. Aquestes fonts literàries inclouen novel·les de temàtica social o de ciència-ficció com ara L'Ève future (1886) d'Auguste Villiers de L'Isle-Adam, on apareix l'androide Hadaly, Les Cinq Cents Millions de la Bégum (1879) de Jules Verne, Les Condamnés à mort (1920) de Claude Farrère, The Sleeper Awakes (1899) i La màquina del temps (1895) de H. G. Wells, i Frankenstein (1818) de Mary Shelley. També foren consultades obres teatrals com la trílogia Koralle, Gas I i Gas II de Georg Kaiser (1917-1920), Die Maschinenstürmer (1922) d'Ernst Toller, i R.U.R (1920) de Karel Čapek.
Una influència destacable és el mite grec de Prometeu, filtrat a través d'interpretacions romàntiques i marxistes, on Prometeu és fet símbol de l'alliberació i nexe entre divinitat i humanitat. Especialment influent fou la versió del mite de Goethe, ja que tant Lang com Von Harbou eren admiradors de la seva obra. Prometeu proveeix l'arquetip mític sobre el qual es construeïx el protagonista Freder i el seu rol de mediador.
L'estil de Metropolis beu dels estils arquitèctonics i decoratius del moment com ara l'art déco i l'estil Bauhaus. També s'inspira en corrents artístics del moment, especialment l'expressionisme i el naixent surrealisme
Lang afirmà que la seva primera vista de la ciutat de Nova York, il·luminada amb tot de llums elèctriques durant la nit, mentre hi arribava en vaixell el 1924, va ser una forta influència. Les visites de Lang i Pommer a diversos sets de filmació americans, on pogueren observar les tècniques i estils de la indústria cinematogràfica americana, influenciaren la producció de la pel·lícula.

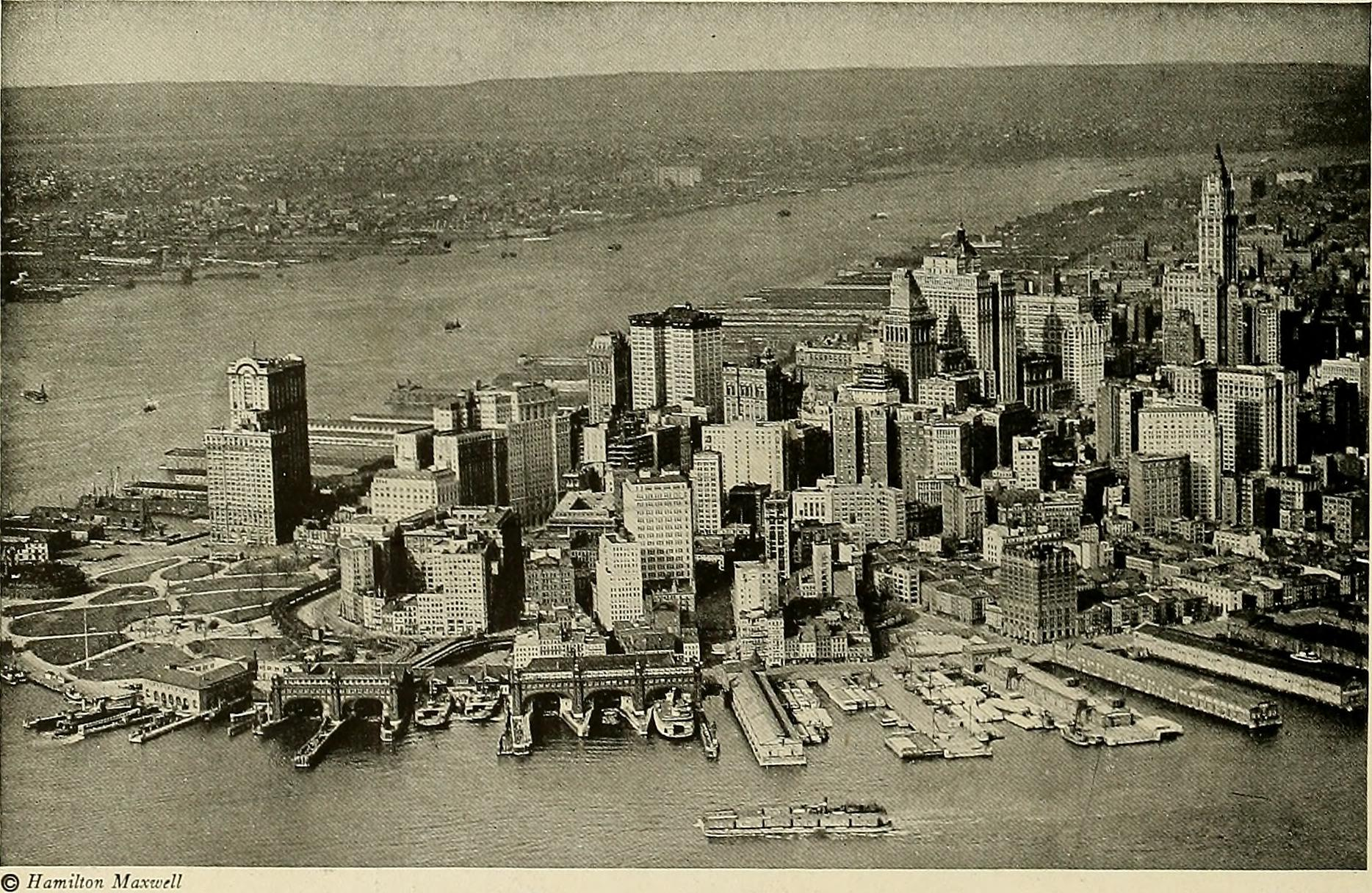
Panorama urbà de Nova York el 1922, la visió nocturna del qual inspirà a Fritz Lang

Els escenaris i vestuari es concebiren sota l'influencia de la pel·lícula soviètica de ciència-ficció Aelita de Iàkov Protazànov, estrenada el 1924, que és l'adaptació d'una novel·la d'Aleksei Nikolàievitx Tolstoi.
Una molt possible influència fou l'artista Paul Citroen i més particularment el seu fotomuntatge titulat "Metropolis" (1923). Aquest fotomontatge va aparèixer durant el procés de creació de Metropolis i Lang orbitava l'entorn d'artistes de la Bauhaus com Citroen.

## Producció
Metropolis va començar a ser concebuda per Fritz Lang i Thea von Harbou en els moments finals de la filmació de Els Nibelungs, amb una primera versió de la història (en forma de novel·la) completada el 1924. La filmació tingué lloc entre el 22 de maig de 1925 i el 30 d'octubre de 1926. La pel·lícula fou produïda pel productor de la UFA Erich Pommer que durant el període de la república de Weimar havia promogut l'estètica estilitzada del cinema expressionista alemany i les grans produccions per tal d'intentar fer la competència a la indústria cinematogràfica estatunidenca.
Pel càsting els actors eren majoritàriament actors de renom a l'escena fílmica alemanya, amb l'excepció de dos dels actors principals. Gustav Fröhlich, originalment un figurant, reemplaçà a l'actor original que interpretava a Freder per insistència de Von Harbou, mentre que Fritz Lang encomanà els papers de les Maries a Eva Gisela Schnittenhelm (que li fou donat aleshores el nom artístic de Brigitte Helm), una jove fins aleshores completament desconeguda.
El rodatge de la pel·lícula fou tortuós, no només per les seves dimensions i ambició, sinó pel temperament i exactitud de Lang, que portà els seus actors i personal tècnic al límit. Particularment díficils foren la filmació de la inundació de la ciutat dels treballadors, amb infants submergits en aigua en baixes temperatures o escenes filmades amb figurants gairebé nus o lleugerament vestits enmig de l'hivern. Brigitte Helm va patir especialment, havent d'enfrontar-se a l'escena on Maria penja de la corda d'una campana que la deixà ferida i contusionada i l'escena on es crema la falsa Maria que es filmà amb foc real, fins al punt de considerar la filmació la pitjor experiència de la seva vida. Segons el càmera Karl Freund un dia de filmació podia durar entre 14 i 16 hores.

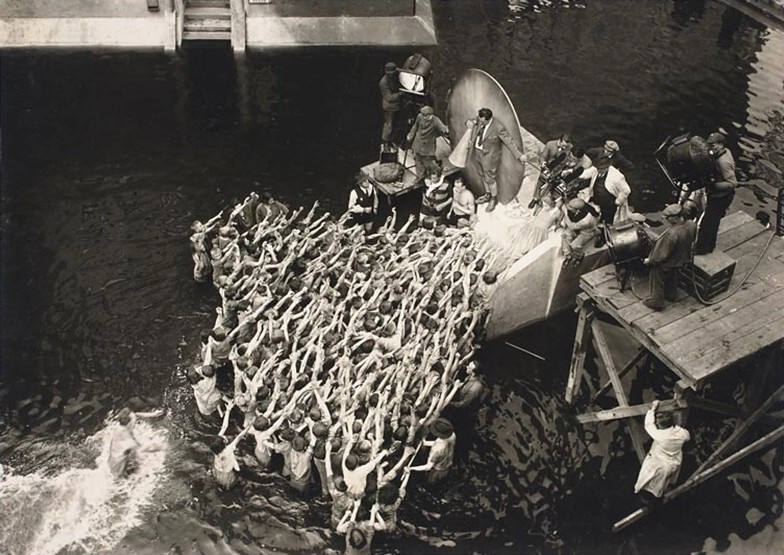
Rodatge de l'escena de la inundació de la ciutat dels treballadors

Metropolis fou una de les pel·lícules més cares mai fetes fins aquell moment, amb un desplegament tècnic i humà enorme. El pressupost era tan gran que l'UFA no esperava ni recuperar la inversió des de bon començament, i la produïren com un intent d'obrir el mercat americà a les pel·lícules alemanyes i demostrar poder competir amb el cinema soviètic i estatunidenc. De fet, la filmació de la pel·lícula només va ser possible gràcies a l'acord de doble distribució de pel·lícules entre Alemanya i els Estats Units entre l'UFA, Paramount i la Metro-Goldwyn-Mayer (anomenat l'Acord Parufamet) i un préstec important de quatre milions de dòlars d'aquestes. Però el principal resultat de la pel·lícula va ser gairebé portar l'UFA a la bancarrota, de la qual només se'n va poder salvar a través de la intervenció de la Paramount.
A banda del desplegament de material i humà, la grandesa de les imatges de Metropolis fou obtinguda a través d'efectes pràctics. Un d'aquests efectes és l'efecte Schüfftan, que porta el nom del cap d'efectes combinats Eugen Schüfftan, fet famós pel seu extens ús a Metropolis. Aquest efecte consisteix en l'ús de miralls estratègicament orientats per barrejar decorat i maquetes en la imatge final, reduïnt el pressupost en decorats i construcció. Metropolis disposà d'un equip de tècnics especialitzats que manejaven maquetes, duien a terme tècniques de stop-motion i sobreimposaven imatges.

## Temes principals

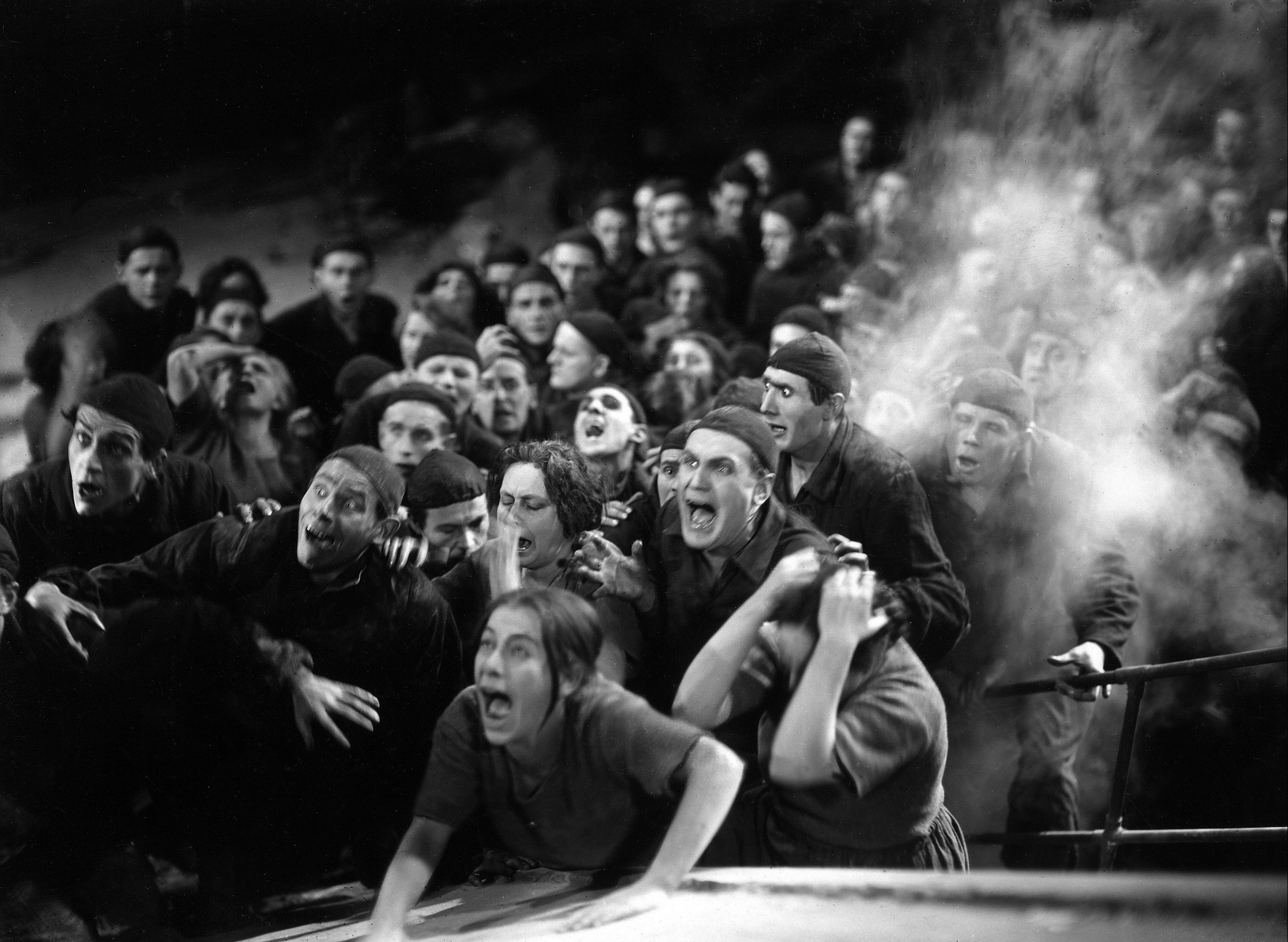
Metropolis sol representar els treballadors com una massa deshumanitzada. En aquesta escena els obrers revoltats descobreixen que la ciutat, amb els seus fills, ha quedat inundada.

En escriure el guió Fritz Lang i Thea von Harbou (que va acabar posteriorment treballant pels nazis, si bé hi ha dubtes sobre la seva convicció) van orientar-lo cap a defendre una «col·laboració de classes» (un dels suposats ideals de la ideologia feixista) en contraposició a la «lluita de classes» (idea fonamental del pensament marxista). De fet, anys més tard, Lang deia que Metropolis havia impressionat a Hitler i Goebbels, l'últim oferint-li patronatge estatal quan el Partit Nazi va arribar al poder. El mateix Lang va acabar lamentant l'orientació ideològica de la pel·lícula temps després. L'epígraf amb què comença la pel·lícula, «el mediador entre el cap i les mans ha de ser el cor» de manera clara identifica les «mans» com els treballadors i el «cap» com la classe dirigent.
La deshumanització dels obrers en la modernitat industrial també figura com un dels temes principals de la pel·lícula. Durant tota la pel·lícula els obrers són caracteritzats no com a individus sinó com una massa indistinta que actua com a extensió de la màquina, com a element decoratiu o com a turba violenta i sense ús de raó.
Un altre tema important és la interacció entre passat i futur en el present, exemplificat per la constant contraposició d'elements contradictoris, com ara el tractament de la tecnologia com si fos màgia, la ciutat d'estil modern futurista i la seva catedral gòtica, i la modernitat de l'escenografia amb un argument romàntic i influenciat per literatura anterior. Metropolis barreja la cultura romàntica burgesa i el futurisme modernista per acabar creant una modernitat reaccionària.

## Recepció inicial
Metropolis va estrenar-se el 10 de gener de 1927 al cinema Ufa-Palast am Zoo de Berlín, en presència de les màximes autoritats polítiques del moment i després d'una forta campanya publicitària. Va impressionar profundament el públic alemany, així com el públic francès i nord-americà, que veren en la seva impressionant execució tècnica un signe de la revitalització d'Alemanya després d'anys de penúries (certament, el període 1924-1929 va estar marcat per una certa estabilitat econòmica a la República de Weimar, especialment comparat amb el període anterior de crisi i hiperinflació).

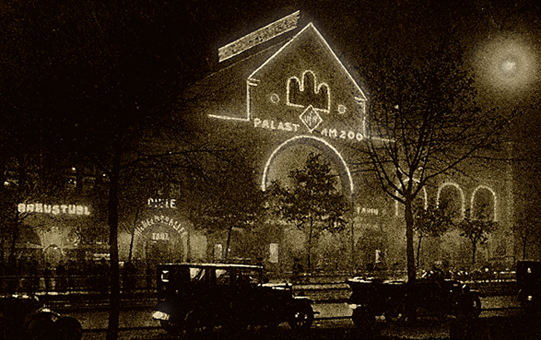
L'UFA-Palast am Zoo, el cinema on es va estrenar Metropolis

Així i tot, va ser un desastre comercial i de crítica: rebé nombroses crítiques tant per la dreta política (que acusava la pel·lícula de promoure el bolxevisme) com per l'esquerra (que la creia banal, superficial i proburgesia). Els crítics fílmics criticaren el seu poc realisme i buidor intel·lectual, i l'autor de ciència-ficció H. G. Wells feu vocal el seu odi per la pel·lícula. UFA va acabar retirant-la dels cinemes abans d'hora (no va arribar a projectar-se en la seva forma original fora de Berlín, d'una sola projecció a Viena i potencialment alguna projecció a Stettin per error) i va ser considerada un desastre per la productora, que va ordenar fer una reedició. Lang i Pommer van ser acusats per l'UFA de ser responsables del fracàs, portant el primer a fundar la seva pròpia productora. Així i tot, la pel·lícula va tenir alguns defensors prominents com ara Luis Buñuel i Arthur Conan Doyle.
La pel·lícula també va rebre crítiques en les pàgines de la revista cultural L'Amic de les Arts de Sitges, referent de l'avantguarda artística del moment. Allà el pintor Salvador Dalí i Domènech la criticà per les seves falses pretensions de modernitat i conjuntament amb l'escriptor Lluís Montanyà i Angelet i el crític d'art Sebastià Gasch i Carreras condemnaren l'obra de Lang i altres grans directors europeus del moment com a putrefacte artísticament.

## Versions i restauració

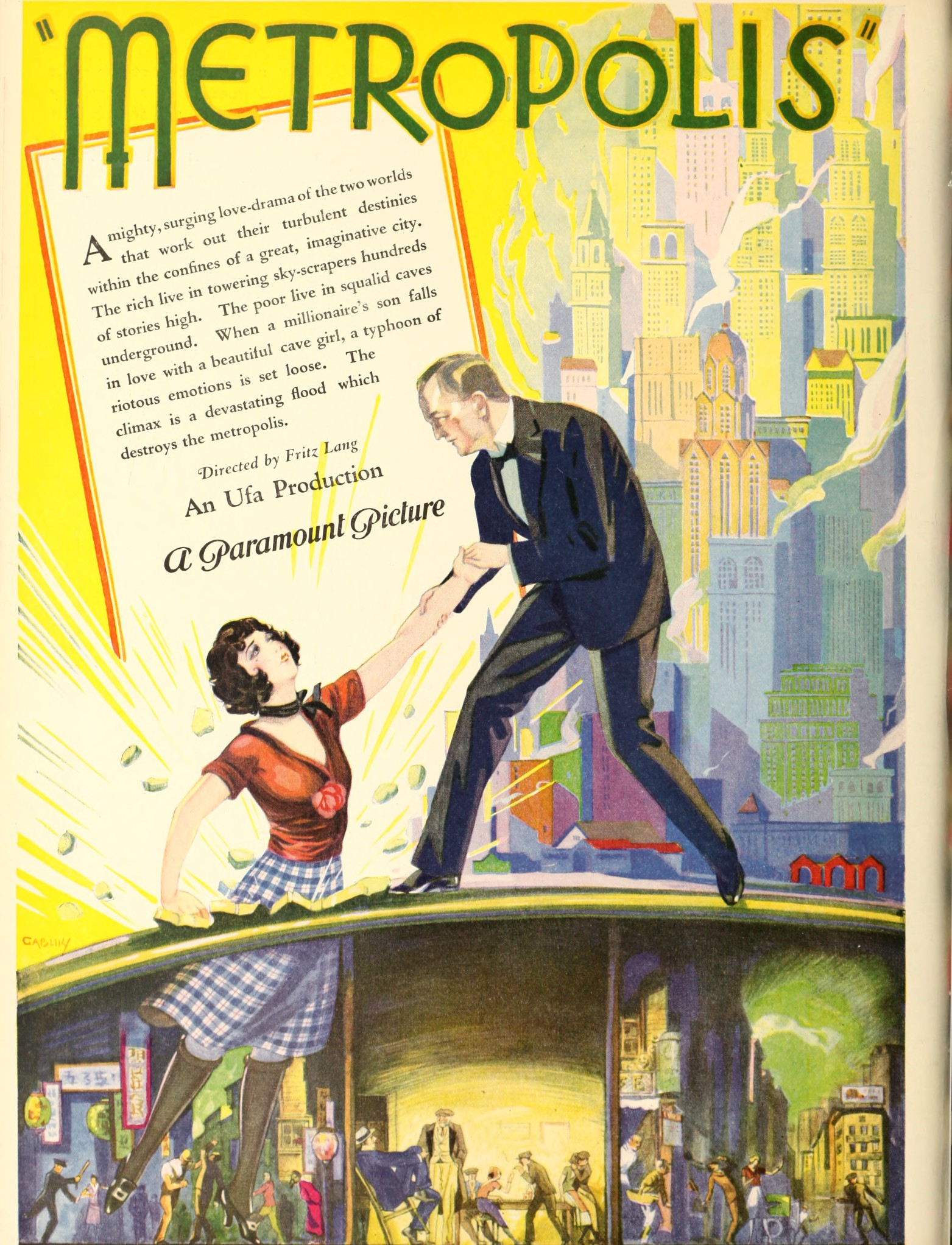
Anunci de Metropolis per al públic estatunidenc. La pelicula no estava acabada quan es va imprimir l'anunci.

La pel·lícula experimentà diverses censures o modificacions en diversos països. Per a la versió americana el dramaturg Channing Pollock (en un encàrrec de la distribuïdora Paramount) modificà la història i reduí la duració de 150 minuts inicials (2 h 30 m) a 107 minuts (1 h 47 m). A més l'UFA emeté una altra versió reduïda pel públic alemany el mateix any de la seva estrena. Ja passada la Segona Guerra Mundial l'Arxiu Estatal de Cinema  de la República Democràtica Alemanya feu un primer intent de restauració de l'original. Aquestes foren les versions incompletes que durant anys influenciaren directors posteriors, amb la visió original de Lang considerant-se perduda.
Foren aquestes versions, les que el compositor Giorgio Moroder decidí editar el 1984, creant una versió acolorida i acompanyada d'una nova banda on participaren grups coneguts com a Queen o Adam and the Ants; alguns cinèfils van escandalitzar-se davant aquesta «massacre» de l'obra.
En paral·lel amb Moroder, l'historiador del cinema i director del Museu del Cinema de Múnic Enno Patalas va compilar un intent a reconstrucció de la pel·lícula, que va finalitzar el 1987.
Quan la pel·lícula fou restaurada novament el 2001 per la Fundació Friedrich Wilhelm Murnau (Friedrich Wilhelm Murnau Stiftung), Metropolis es convertí en la primera pel·lícula inscrita al Registre internacional Memòria del món de la UNESCO.
El 3 de juliol de 2008, de resultes d'una llarga investigació de vint anys, la fundació Murnau, propietària dels drets de la pel·lícula, anuncià que la quasi totalitat de les escenes que mancaven, aproximadament 25 minuts de pel·lícula, havien estat trobades al Museo del Cine Pablo Ducrós Hicken. El 12 de febrer de 2010, la nova versió restaurada, de 145 minuts, fou projectada a Berlín en el marc de la 60a Berlinale i retransmessa per la cadena Arte al mateix temps. Després de més de vuitanta anys de recerques, versions truncades i diverses restauracions, la fundació Murnau aconseguí restaurar Metropolis a una versió quasi integral, en qualsevol cas la més propera a la creada per Fritz Lang.

## Llegat

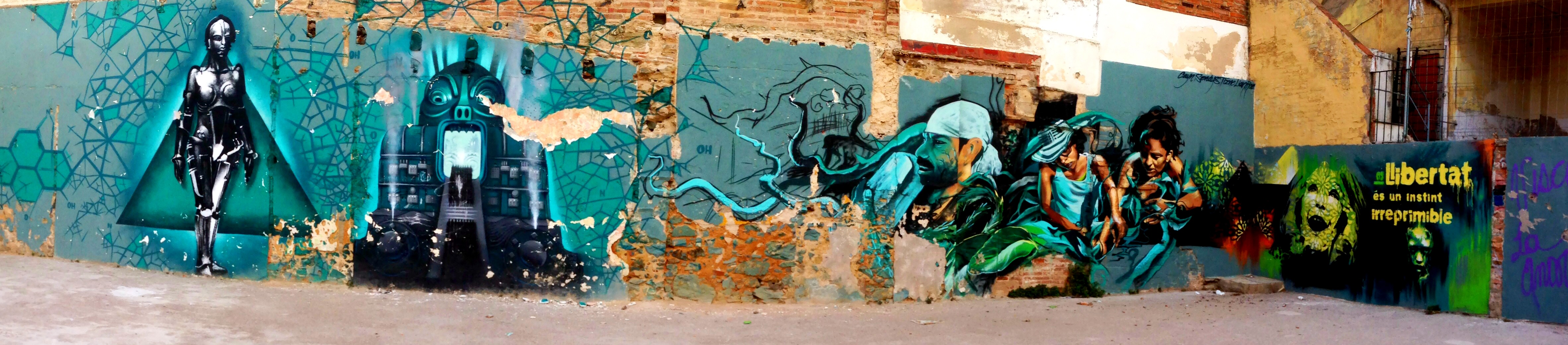
Graffiti mostrant iconografia de Metropolis a Vallcarca, Barcelona

Amb el pas dels anys i en reconeixement de la seva important influència, Metropolis ha estat positivament revalorada per nombrosos crítics i experts com ara Roger Ebert, Pauline Kael o l'historiador Borja Vilallonga. La revista especialitzada Sight & Sound, que organitza una votació cada deu anys entre crítics i directors per a consensuar les considerades 250 millors pel·lícules de tots els temps, col·locà Metropolis a la posició 67 el 2022. La pel·lícula forma part de la llista de 45 millors pel·lícules emesa pel Vaticà el 1995 per a commemorar el centenari del cinema. També ha sigut l'objecte d'interès de diversos teòrics i historiadors del cinema.
Metropolis, una de les primeres pel·lícules de ciència-ficció «seriosa», ha influenciat enormement la manera de visualitzar el futur de nombroses pel·lícules de ciència-ficció posteriors, molt especialment Blade Runner de Ridley Scott. Fora del cinema de ciència-ficció proveí influències visuals a multitud de films posteriors des del laboratori de Frankenstein (1931) inspirat en el laboratori de Rotwang, al robot C-3PO de Star Wars inspirat en la falsa Maria, passant per la mà robòtica a Doctor Strangelove inspirada en la de Rotwang. La versió de Metropolis de Moroder, especialment, tingué una notable influència en l'entorn artístic dels anys 1980. Nombrosos videoclips de l'època i posteriors d'artistes com Madonna (Express Yourself), Queen (Radio Ga Ga), Beyoncé (Sweet Dreams "Interlude"), Lady Gaga (Paparazzi), Haddaway (Life) o Whitney Houston (Queen of the Night) tenen una iconografia i estil manllevats de la pel·lícula.

## Bandes sonores alternatives
Malgrat la música original de Gottfried Huppertz, nombrosos artistes han volgut donar la seva pròpia visió musical de Metropolis. Aquestes bandes sonores alternatives poden ser interpretades en viu o gravades i difoses amb una edició especial de la pel·lícula:
- William Fitzwater i Hugh Davies per encàrrec de la BBC el 1975.[68]
- Giorgio Moroder en un estil rock New wave el 1984.[5]
- Rambo Amadeus en un estil experimental el 1994.[69]
- Martin Matalon en un estil música electroacústica el 1995.[70]
- Loïc Pierre el 1996.[71]
- The Young Composers Collective en estil orquestral el 1997.[72]
- Peter Osborne el 1998.[73]
- Kevin Saunders Hayes el 2000.[74]
- Jeff Mills en un estil música tecno el 2001.[75]
- Art Zoyd en un estil free jazz/música electrònica el 2002.[76]
- The New Pollutants en estil trip-hop i lo-fi el 2011.[77]
- Dieter Moebius en estil de música electrònica, publicada pòstumament el 2017.[78]
- Metavari en un encàrrec del Cinema Center de Fort Wayne el 2016.[79]
- Factory Floor en estil de música electrònica el 2017.[80]
- Yael Acher «KAT» Modiano en estil electroacústic el 2018.[81]
- El Cor Bach-Elgar el 2019.[82]